# Perleberg
Perleberg (en allemand : /ˈpɛʁləˌbɛʁk/,, ? Écouter [Fiche]) est une ville allemande située dans le Brandebourg et chef-lieu de l'arrondissement de Prignitz.

## Géographie

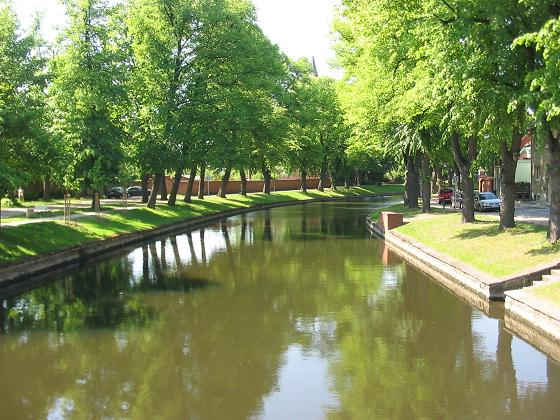
La Stepenitz traversant Perleberg.

Perleberg se trouve dans la Prignitz, au nord-ouest du Brandebourg au bord de la rivière Stepenitz. La vieille ville est bâtie sur une île entre deux bras de la rivière.

## Municipalité
Perleberg est formée des quartiers de Dergenthin, Groß Linde, Lübzow, Rosenhagen, Gramzow, Spiegelhagen, Groß Buchholz, Wüsten-Buchholz, Düpow, Schönfeld, Quitzow, et Sükow.

## Histoire
L'histoire de Perleberg est liée à celle de la Prignitz. L'île de la Stepenitz est habitée au moins depuis le troisième millénaire avant Jésus-Christ. On a trouvé ensuite des restes de céramiques datant d'un peuplement slave. Lorsque la marche de Brandebourg est formée avec l'avancée de peuplements germaniques, Perleberg fait partie d'un domaine appartenant à la famille von Gans. Elle obtient les privilèges de ville selon le droit de Salzwedel en 1239, puis elle appartient au margrave de Brandebourg, après la mort de Johannes von Gans. Elle obtient alors le statut de ville immédiate et entre dans la Hanse en 1358, devenant un marché important de la région. Le transport des marchandises s'effectue sur la Stepenitz vers l'Elbe, et ensuite vers les villes hanséatiques. C'est l'une des villes les plus riches du Brandebourg au XVe siècle. On y érige en 1498 une statue de Roland en bois, élevée en grès en 1546, sur la place du marché. Elle mesure 4,26 mètres de hauteur. Perleberg est alors le siège de la juridiction de la Prignitz.
La Guerre de Trente Ans provoque de graves dommages à la ville et de nombreux morts. De plus la peste frappe la ville en 1636, transmise par des soldats blessés. La ville est presque anéantie par les troupes impériales et vidée de ses derniers habitants. Il n'y en avait plus qu'environ 300 sur les 3 500 d'avant-guerre, et seulement 127 maisons étaient habitables. Il fallut deux cents ans à la ville pour retrouver son ancienne prospérité.
Perleberg devient une ville de garnison de l'armée prussienne, lorsqu'un régiment de cavalerie s'y installe en 1724. Elle devient en nombre d'habitants la deuxième ville la plus importante de la Prignitz, derrière Wittstock, vers la fin du XVIIIe siècle.
C'est l'endroit où a disparu en 1809, vraisemblablement assassiné, le diplomate britannique Benjamin Bathurst.
La ville est élevée au rang de chef-lieu d'arrondissement (Kreisstadt) de la Prignitz occidentale en 1817. Sa situation s'améliore encore lorsque la nouvelle route Berlin-Hambourg la traverse à partir de 1828.
Les casernes impériales sont bâties entre 1904 et 1909 et de nouvelles troupes de la Reichswehr y stationnent.
Perleberg est une ville de garnison de l'Armée rouge entre 1945 et 1992, en même temps que de la Nationale Volksarmee.

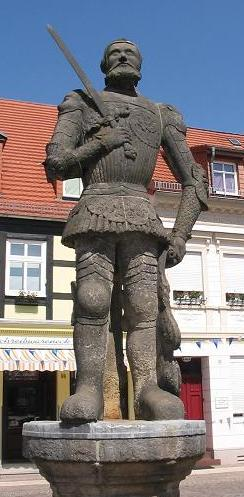
Statue de Roland sur la place du Marché.

## Démographie
Perleberg a une population en constante diminution:
- Évolution de la population dans les limites actuelles (2013)
 Ligne bleue: Population -- Ligne pointillé: Comparaison avec le développement de Brandebourg 
 Fond gris: Période du régime nazie -- Fond rouge: Période du régime communiste
- Évolution recente (ligne bleue) et prévisions sur l'effectif de résidents

| Année | Population |
| ----- | ---------- |
| 1875  | 10 311     |
| 1890  | 10 013     |
| 1910  | 12 161     |
| 1925  | 12 882     |
| 1933  | 13 686     |
| 1939  | 14 845     |
| 1946  | 17 461     |
| 1950  | 17 414     |
| 1964  | 15 983     |
| 1971  | 16 193     |

| Année | Population |
| ----- | ---------- |
| 1981  | 16 078     |
| 1985  | 15 736     |
| 1989  | 15 445     |
| 1990  | 15 032     |
| 1991  | 14 566     |
| 1992  | 14 614     |
| 1993  | 14 681     |
| 1994  | 14 692     |
| 1995  | 14 596     |
| 1996  | 14 683     |

| Année | Population |
| ----- | ---------- |
| 1997  | 14 141     |
| 1998  | 14 126     |
| 1999  | 14 047     |
| 2000  | 13 907     |
| 2001  | 13 720     |
| 2002  | 13 606     |
| 2003  | 13 354     |
| 2004  | 13 303     |
| 2005  | 13 094     |
| 2006  | 13 029     |

| Année | Population |
| ----- | ---------- |
| 2007  | 12 689     |
| 2008  | 12 474     |
| 2009  | 12 450     |
| 2010  | 12 332     |
| 2011  | 12 169     |
| 2012  | 12 059     |
| 2013  | 12 046     |
| 2014  | 12 087     |
| 2015  | 12 204     |
| 2016  | 12 367     |

| Année | Population |
| ----- | ---------- |
| 2017  | 12 317     |
| 2018  | 12 141     |
| 2019  | 12 065     |
| 2020  | 12 035     |

Les sources de données se trouvent en détail dans Wikimedia Commons.